# Pernois British Cemetery
Pernois British Cemetery is een Britse militaire begraafplaats met gesneuvelden uit de Eerste Wereldoorlog, gelegen in de Franse gemeente Halloy-les-Pernois, departement (Somme). Ze werd ontworpen door Reginald Blomfield en wordt onderhouden door de Commonwealth War Graves Commission. Er liggen 420 slachtoffers begraven.
De begraafplaats ligt aan een onverharde landweg 900 m ten zuidoosten van het dorpscentrum. Ze heeft een min of meer rechthoekig grondplan en wordt omsloten door een lage natuurstenen muur afgedekt met witte boordstenen. De lange zijden volgen trapsgewijs het profiel van het terrein. In de oostelijke muur is een half cirkelvormige uitsprong (apsis) waarin de Stone of Remembrance en de Duitse graven liggen. 
De ingang in de zuidwestelijke hoek bestaat uit een tweedelig metalen hek. Direct erna staat een witte natuurstenen schuilgebouw waarin het registerkastje is geplaatst. Het Cross of Sacrifice staat centraal in de westelijke muur ingebouwd.

## Geschiedenis
Eind april 1918, tijdens de Duitse opmars, werden de eerste slachtoffers hier begraven. Zij overleden in het No.4 Casualty Clearing Station. In augustus 1918 werd de begraafplaats gesloten. 
Er liggen 420 doden waaronder 336 Britten, 63 Australiërs, 4 Indiërs en 17 Duitsers waarbij 1 niet geïdentificeerde. 

## Onderscheiden militairen
- Frederick Francis Whitelaw, luitenant bij de Australian Infantry, A.I.F. en Cyril Edgar Prebble, onderluitenant bij het Middlesex Regiment werden onderscheiden met het Military Cross (MC).
- Joseph Robert Towner, sergeant-majoor bij de Royal Field Artillery werd onderscheiden met de Distinguished Conduct Medal (DCM).
- onderluitenant Sidney Tucker, sergeant William Neben, de korporaals Sidney Ernest Johnson, Frederic Roy Olive, Harold King, Walter Ernest Davison, James Hacquoil, Samuel George Pummell en Henry Rose werden onderscheiden met de Military Medal (MM).